# Neles
Neles entstand aus der Spaltung des Unternehmens Metso nach der Fusion von Outotec und Metso zu Metso Outotec.

## Geschichte
Am 1. Juli 2020 fusionierten die Mineraltechnikabteilung von Metso und Outotec (spin-off von Outokumpu). Metso wurde in Metso Outotec, sowie den Rest des Unternehmens unter den Namen Neles geteilt.
Während Metso Outotec den Bereich Zuschlagstoffe, Mineralverarbeitung, Metallveredelung und die Recyclingindustrie beinhaltet, wurde aus dem Bereich Durchflussregelung für die Öl- und Gas-, Zellstoff-, Papier- und Bioproduktindustrie, am 1. Juli 2020 Neles geformt.
Das Unternehmen notiert bereits an der Börse in Helsinki und ist im OMX-25-Index.
Am 2. Juli 2021 wurde bekanntgegeben, dass Valmet und Neles fusionieren werden, übernehmende Gesellschaft ist Valmet. Am 2. September wurde die Fusion von den finnischen Behörden genehmigt.